# 畑芽育
畑芽育（日语：／ Hata Mei；2002年4月10日—）是日本女演員，出身自東京都，研音旗下藝人。

## 作品列表

### 電視劇
- 99.9 -刑事專門律師- 第5集（2016年5月15日，TBS）：飾演
- 家政夫三田園 第1集（2016年，朝日電視台）：飾演 小津鮫美帆
- 未解決之女 警視廳文書搜查官 第2集（2018年4月26日，朝日電視台）：飾演 幸田遙花
- 有家可歸的戀人們（2018年5月26日、6月1日，TBS）：飾演 宮越結衣
- 健康而有文化的最低限度生活 第7集（2018年8月28日，關西電視台）：飾演 坂本夏美
- 直到雨停的那一天 第8集（2018年9月29日，東海電視台）：飾演 天竺芽衣（少女時代）
- 都立水商！～令和～（2019年5月6日－6月24日，MBS）：飾演 矢吹明日香
- 女高中生的虛度日常（2020年1月24日－3月6日，朝日電視台）：飾演 蘿莉（百井咲久）
- 騷亂時節的少女們。（2020年9月9日－10月28日，MBS、TBS）：飾演 須藤百百子
- 秘密內幕～女警的反擊～ 第3、4集（2021年7月21日、28日，日本電視台）：飾演 清水彩菜
- 約定的灰姑娘 第7集起（2021年8月24日－9月14日，TBS）：飾演 山之井櫻
- 直衝青天（2021年10月3日－10月24日，NHK）：飾演 尾高勇
- 只能親吻不幸同學了！（2022年4月21日－6月10日，MBS）：飾演
- 善人長屋 第1集（2022年7月8日，NHK BS Premium、BS4K）：飾演 小夜
- 純愛不協和音（2022年7月14日－9月22日，富士電視台）：飾演 園田莉子
- Dr.Chocolate 第8集（2023年6月10日，日本電視台）：飾演 山田澪
- 最好的學生〜余命1年的最後一舞〜（2023年7月15日－9月23日，日本電視台）：飾演 （主演）
- 敲響密室之門（2023年7月29日－9月23日，朝日電視台）：飾演 藥師寺藥子
- 最好的老師 第5集（2023年8月12日，日本電視台）：飾演
- 女高中生成為僧人（2023年9月18日－10月23日，MBS）：飾演 下白石麥（主演）
- 就算忘了你（日语：たとえあなたを忘れても）（2023年10月22日－12月17日，朝日放送電視台・朝日電視台）：飾演 宮下茜
- patisserie MON（日语：パティスリーMON）（2024年1月11日－3月28日，東京電視台）：飾演 山崎音女（主演）
- GTO Revival（2024年4月1日，關西電視台・富士電視台）：飾演 遠藤凜
- 9Border（2024年4月19日－6月21日，TBS）：飾演 大庭八海
- 若草物語 -戀愛姐妹與無法戀愛的我-（2024年10月6日－12月15日，日本電視台）：飾演 町田芽
- 天久鷹央的推理病歷表（2025年4月22日－6月24日，朝日電視台）- 飾演 鴻池舞
- 妳是特別的（2025年9月17日－，MBS・TBS）- 飾演 若梅佐帆子（主演，與大橋和也雙主演）

### 電影
- 劇場版 幪面超人Zero-One REAL×TIME（2020年12月18日）：飾演 摩亞 / 幪面超人亞巴頓
- 99.9 -刑事專門律師- THE MOVIE（2021年12月30日）：飾演
- 千輝同學未免甜得過火（2023年3月3日）：飾演 如月真綾
- 我家弟弟們給你添麻煩了（2024年12月6日）：飾演 成田糸（主演）
- 塗鴉日記（2025年5月16日）：飾演 佐藤
- 妳是特別的（2025年6月20日）：飾演 若梅佐帆子（主演）

## 外部連結
- 經紀公司個人資料頁面（日語）
- 畑芽育的X（前Twitter）（日語）
- 畑芽育的Instagram帳戶（日語）